# 동종접합
동종접합(Homojunction)은 같은 결정 반도체를 접합한 것이다. 이종접합 (heterojunction)과는 다른 성질이 있다.

## 같이 보기
- 트랜지스터
- PN 접합
- 도핑 (반도체)